# Boken
Boken, jap. (boku - drvo; ken - mač), poznat još i pod nazivom bokuto.
Drveni mač za vježbanje, obično duljine 90-120 cm. Izrađuje se od tvrdih vrsta drveta. Oblikom i dimenzijama odgovara tradicionalnoj japanskom maču (katana). Pruža razmjerno sigurno uvježbavanje tehnika mačem u mnogim borilačkim vještinama u kojima se koristi, kao što su kenjutsu, kendo, iaido, ninjutsu i aikido.
Postoji varijanta sa štitnikom za ruku (tsuba) i bez nje. Poznati su i znatno kraći oblici koji predstavljaju tradicionalni japanski kratki mač wakizashi, duljine oko 60 cm i bodež tantō duljine oko 30 cm. Potonji se često koristi i kod drugih vještina za uvježbavanje samoobrane od napada nožem.